# Teresa Mora Ferrándiz
Teresa Mora Ferrándiz, conocida popularmente como Teresa o Tereseta la Loca (Alcoy, Alicante 1899 – ibíd, 14 de abril de 1952). Fue un personaje popular alcoyano muy querido por la población, por su forma de mostrar los aspectos cotidianos considerados tabú, en la España de la postguerra, a niños y jóvenes. A pesar de eso, Teresa, de origen humilde, terminó sus días como indigente.

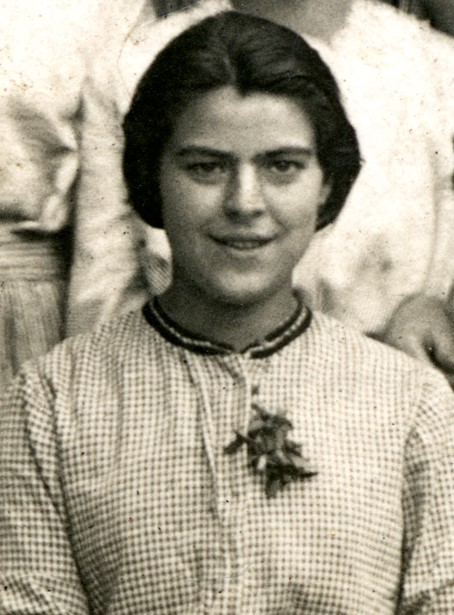
Teresa Mora Ferrándiz, cuando contaba con unos 15 años, en una imagen tomada en la fábrica "Hijos de Salvador García", ca. 1914.

## Biografía
Teresa Mora Ferrándiz, nació en Alcoy, Alicante, en 1899, en la calle Algezares, núm. 42, según consta en el Archivo Municipal de Alcoy (AMA), en el seno de una familia muy humilde y originaria de la población alicantina de Guadalest, que en 1894 marcharon a la industriosa Alcoy en busca de mejores oportunidades laborales.
Teresa nace cuando sus padres y sus tres hermanos mayores llevaban asentados en la ciudad seis años, desde 1892.
Su madre, Teresa Ferrándiz Escortell (Guadalest, 5 de febrero de 1864), era ama de casa, y su padre, José Mora Sapena, apodado el tío Colilla (Guadalest, 8 de junio de 1860), trabajaba de jornalero.
La familia, a excepción de Teresa y su hermana pequeña, Milagro (Alcoy, 1902), eran analfabetos. Teresa fue la cuarta de cinco hermanos, y junto con su hermana pequeña asistía al colegio, mientras el resto de los hermanos mayores, José (Guadalest, 2 de octubre de 1887), Joaquín (Guadalest, 7 de mayo de 1889) e Isidro (Alcoy, 2 de febrero de 1894), ayudaban en la economía doméstica empleados en oficios varios, como jornaleros o albañiles.
Con 13 años, Teresa trabajaba en la fábrica textil “Hijos de Salvador García”, popularmente conocida como “Escaló”, en la sección de urdidos.
La madre de Teresa fallecerá poco antes de estallar la Guerra Civil, y será entonces cuando la familia comenzará a dispersarse, cambiando de domicilio a la calle de San Roque, núm. 22, y viviendo con su hermano Joaquín y su padre hasta la muerte de éste, poco tiempo después. A partir de entonces, su situación personal cambiará radicalmente y aflorará la personalidad fantasiosa de Teresa, aquella a la que rinde homenaje la letra del cantautor Ovidi Montllor, “Homenatge a Teresa”.
Algunas fuentes orales citan que perdió el juicio tras la muerte de su madre, otros en cambio inciden que tal vez fue por uno de los bombardeos que sufrió la ciudad de Alcoy durante la Guerra Civil, y los más románticos opinan que perdió la cordura al no regresar un novio de juventud tras la contienda. Lo que es cierto es que era una mujer ensoñadora de una gran fantasía, cargada de humildad y ternura.
Teresa solía ir a Benilloba, a por alimentos, caminando desde Alcoy, normalmente acompañada de otros personajes populares alcoyanos como eran Toni el Bobo y Pep Calavera. Allí era conocida con otro apodo, el de Bon Cor, porque, el uso de dicha palabra junto con la de “guilopo”, fueron muy comunes en su vocabulario.
Totalmente sola y desamparada, por las noches se cobijaba en diversos lugares, como edificios deshabitados y cuevas de la zona del Molinar. Una familia de industriales, apenados por su situación, le permitieron instalarse en “La Paraeta”, un viejo barracón de ojeadores de caza situado en el “Mas de Santa Lucía”, conocido también como “Mas de Sucrañes”, en la partida de La Llaona, término municipal de Cocentaina. Allí, le colocaron un catre y la abastecieron de alimentos y ropa.
De ella dicen que trabajaba el ganchillo de manera excepcional y muy meticulosa, realizándose incluso sus propias prendas de vestir, sentada muchas veces en el parque de La Glorieta. Teresa subsistía de la caridad de las personas valorando lo que le ofrecían, vestidos y complementos de moda de épocas pasadas, como la característica piel de marta que no se quitaba ni en los periodos estivales, o el extravagante sombrero con el que cubría su incipiente calvicie.

### Muerte
Teresa murió sola en el barracón de caza, un 14 de abril de 1952. Los vecinos, extrañados de no verla salir, alertaron a la Asistencia Social, hallándola ya muerta, y fue trasladada inmediatamente al Hospital Civil de Oliver para esclarecer la causa de su muerte: un colapso. Al día siguiente, el 15 de abril, sus restos fueron depositados en el Cementerio de Alcoy, y en el registro de entrada figura como “Teresa sin apellidos”, con el apéndice de “no paga”. La Asistencia Social la enterró en la zona común, en la zanja 58, portón 12, letra A, según consta en el mismo registro.  Años más tarde, concretamente el 7 de diciembre de 1965, debido a una remodelación de la parcela sus restos fueron exhumados y, sin parientes conocidos, fueron a parar al osario general.
En 1989, y en el marco de una reforma general del Cementerio, el Ayuntamiento decide construir un Cenotafio o Panteón de Alcoyanos Ilustres justo encima del osario, manteniendo el acceso a éste, y precisamente allí ubicaron las cenizas de Ovidi Montllor el 12 de marzo de 1995, tras su temprano fallecimiento. Así pues, y por ironías del destino, Ovidi y Teresa han terminado juntos para la eternidad, uno por ser famoso y la otra por ser una completa desconocida.

## Proyección cultural
La figura y el reconocimiento hacia Teresa no se debe tanto a sus circunstancias vitales, más allá de ejemplificar las vicisitudes de la dura posguerra, como a la proyección cultural que ha alcanzado, estando presente en el estrato oral de la población de Alcoy y recibiendo distintos y variados homenajes:
- El que la dio a conocer y le otorgó fama fue sin duda Ovidi Montllor, quien en 1974, en su álbum “A Alcoi”, dedica la pista número 2 (2:45’), a exaltar las bondades y mitificar la figura y aquello que representó para él Teresa, en la canción “Homenatge a Teresa”.[10]
- La novela “Un reino para Tereseta la loca” (1987), de Domingo Jiménez del Mazo,[11] repasa la vida de Teresa en clave de ficción novelada, en este caso el autor llega a afirmar, a través de fuentes orales, que Teresa se apellidaba Alba y no Mora.[12][13]
- El escritor alcoyano Ricardo Canalejas, en su libro, “Alcoyanos de fábula, 1ª parte”,[7] fue el primero que realizó un estudio exhaustivo sobre su figura, sacando a la luz aspectos desconocidos de Teresa, porque a pesar de ser muy conocida por la población, apenas quedaba información más allá de las fuentes orales. También le realizó un retrato idealizado, según su recuerdo de infancia, para ilustrar la biografía de Teresa.[14]
- Como resultado de un curso de escritura creativa impartido en la ciudad de Alcoy, se editó un libro que recopilaba diversos relatos,[15] con la premisa común de reivindicar calles para mujeres alcoyanas. Entre ellas, se incluyó “Calle de Tereseta la Loca”, a cargo de Modesto Satorre, que recopiló la información aportada por Ricardo Canalejas, junto con los testimonios orales de Maruja Calvo y Luisa Company.
- Jordi Botella, en 2013, realiza un poema dramático, “Homenatge a T”,[16] que fue estrenado por la Cia. La Dependent en el Teatro Calderón de Alcoy el 29 de mayo del mismo año. Con una duración de 50’, la dirección corría a cargo de Pepa Miralles, la producción ejecutiva era de Joanfra Rozalén, la música de Moisés Olcina, el audiovisual de Xavier Cortés, y estuvo representada por los actores Pep Sellés y Rosanna Espinós.[17]
- Antoni Miró, en 2013, realiza una obra homenaje a su amigo Ovidi “A Tereseta i Ovidi”,[18] utilizando la imagen fotográfica inédita que conserva la familia de Teresa Gisbert y Rafael Sarrió.[19] Ha estado expuesta en el Centre Cultural Ovidi Montllor, en la exposición “Perquè vull a Ovidi Montllor”, en recuerdo del 25 aniversario de la muerte del cantautor.[20]
- En 2018, dentro del concurso de cementerios que ofrece anualmente la revista Adiós Cultural,[21] se presentó la historia de Teresa y Ovidi, enterrados cerca el uno del otro por azar del destino, ella por ser indigente en la fosa común y Ovidi por ser famoso en el columbario destinado a personajes ilustres alcoyanos. Se participó en la categoría de “Mejor Historia documentada”, y quedó ganadora de esta entre todas las historias seleccionadas.[22]
- Xavier Pérez Vaquer, en 2019, realiza la obra “Homenatge a Teresa”,[23] expuesta en la Llotja de Sant Jordi de Alcoy,  en la exposición “Vint-i-cinc vacances a Ovidi Montllor”, en recuerdo del 25 aniversario, en 2020, de la muerte de Ovidi.[24]